# Curlew (Washington)
Curlew az Amerikai Egyesült Államok északnyugati részén, Washington állam Ferry megyéjében elhelyezkedő statisztikai település. A 2010. évi népszámlálási adatok alapján 118 lakosa van.

## Történet
1896-ban Guy S. Helphry és J. Walters kereskedők a Curlew patak és a Kettle folyó találkozásánál található kompátkelő közelében megnyitották boltjukat, így a térség fejlődésnek indult. 1901-ben a népesség 200 fő volt; a Kettle folyón átívelő híd mellett a településen két bolt, két szalon, egy szálló, két istálló, egy szárazáru-üzlet és más vállalkozások működtek. A postahivatal 1898-ban nyílt meg; a helység ekkor vette fel a Curlew nevet. A régióban bányászok, vasúti dolgozók, indiánok és mások is megfordultak; a környékbeli bányák (Drummer, Lancaster és Panama) növekedni kezdtek. Az első vállalkozások elindulásával a helység fejlődése megállt.

## Éghajlat
| Hónap                         | Jan.  | Feb.  | Már.  | Ápr.  | Máj. | Jún. | Júl. | Aug. | Szep. | Okt.  | Nov.  | Dec.  | Év    |
| ----------------------------- | ----- | ----- | ----- | ----- | ---- | ---- | ---- | ---- | ----- | ----- | ----- | ----- | ----- |
| Rekord max. hőmérséklet (°C)  | 13,9  | 13,9  | 22,8  | 32,8  | 38,9 | 38,9 | 42,8 | 41,1 | 40,6  | 29,4  | 16,1  | 12,8  | 42,8  |
| Átlagos max. hőmérséklet (°C) | −0,6  | 3,9   | 10,6  | 16,7  | 21,7 | 26,1 | 29,4 | 28,9 | 22,8  | 13,9  | 5,0   | −0,6  | 14,9  |
| Átlagos min. hőmérséklet (°C) | −8,3  | −6,1  | −3,3  | 0,0   | 4,4  | 8,3  | 10,0 | 8,9  | 4,4   | 0,0   | −3,3  | −7,8  | 0,6   |
| Rekord min. hőmérséklet (°C)  | −35,6 | −34,4 | −25,0 | −12,8 | −8,9 | −1,7 | −1,1 | −0,6 | −7,8  | −13,9 | −25,6 | −35,6 | −35,6 |
| Átl. csapadékmennyiség (mm)   | 78    | 74    | 78    | 76    | 78   | 76   | 25   | 33   | 0     | 28    | 76    | 78    | 700   |
| Forrás: The Weather Channel   |       |       |       |       |      |      |      |      |       |       |       |       |       |

## Népesség
A 2010-es népszámláláskor  118 lakója, 51 háztartása és 27 családja volt. A népsűrűség 60,2 fő/km2. A lakóegységek száma 59, sűrűségük 30,1 db/km2. A lakosok 96,6%-a fehér,      3,4%-a pedig kettő vagy több etnikumú. A spanyol vagy latino származásúak aránya 3,4% (   3,4% egyéb spanyol vagy latino származású.)
A háztartások 23,5%-ában élt 18 évnél fiatalabb. 39,2% házas, 7,8% egyedülálló nő, 5,9% egyedülálló férfi, 47,1% pedig nem család. 37,3% egyedül élt; 15,7%-uk 65 éves vagy idősebb. Egy háztartásban átlagosan 2,31 személy élt; a családok átlagmérete 3 fő.
A medián életkor 34,5 év volt. Lakóinak 25,4%-a 18 évesnél fiatalabb, 9,3% 18 és 24 év közötti, 22,8%-uk 25 és 44 év közötti, 22%-uk 45 és 64 év közötti, 18,6%-uk pedig 65 éves vagy idősebb. A lakosok 55,1%-a férfi, 44,9%-a pedig nő.

## Fordítás
Ez a szócikk részben vagy egészben  a   Curlew, Washington című angol Wikipédia-szócikk ezen változatának fordításán alapul.  Az eredeti cikk szerkesztőit annak laptörténete sorolja fel. Ez a jelzés csupán a megfogalmazás eredetét és a szerzői jogokat jelzi, nem szolgál a cikkben szereplő információk forrásmegjelöléseként.